# Iscano
Iscano (em latim: ischanus; em armênio: իշխան; romaniz.: Išχan) foi um título feudal da Armênia, que literalmente significa "príncipe" e também podia aparecer na forma composta iscano de iscano (išχan išχanats), ou seja, "príncipe de príncipes".

## Origem
A palavra se originou do verbo armênio išχel (իշխել), que significa "governar". Como título foi usado em paralelo e em substituição dos títulos feudais armênios, como nacarar, paron, duque, ter ou melique.